# Tour panoramique Les Aulnes
La tour panoramique Les Aulnes (également appelée tour panoramique de Nancy-Maxéville) est un immeuble de grande hauteur situé sur une colline de Maxéville, commune de l'agglomération de Nancy (Meurthe-et-Moselle). Construite en 1969-1970, elle constitue le plus haut immeuble de Lorraine (96 mètres côté aval, 108 avec la plus haute de ses antennes). Elle doit être détruite à partir de la mi-2025.

## Histoire
La tour panoramique Les Aulnes a été conçue selon les plans d’Abel Lucca et Guy Wurmser, architectes régionaux ayant débuté leur travail sur ce projet en 1966. Commencée le 13 mars 1969, la construction de la tour dure dix-neuf mois et nécessite 316 000 heures de travail. Elle pèse 28 000 tonnes et peut résister à des vents proches de 200 km/h.

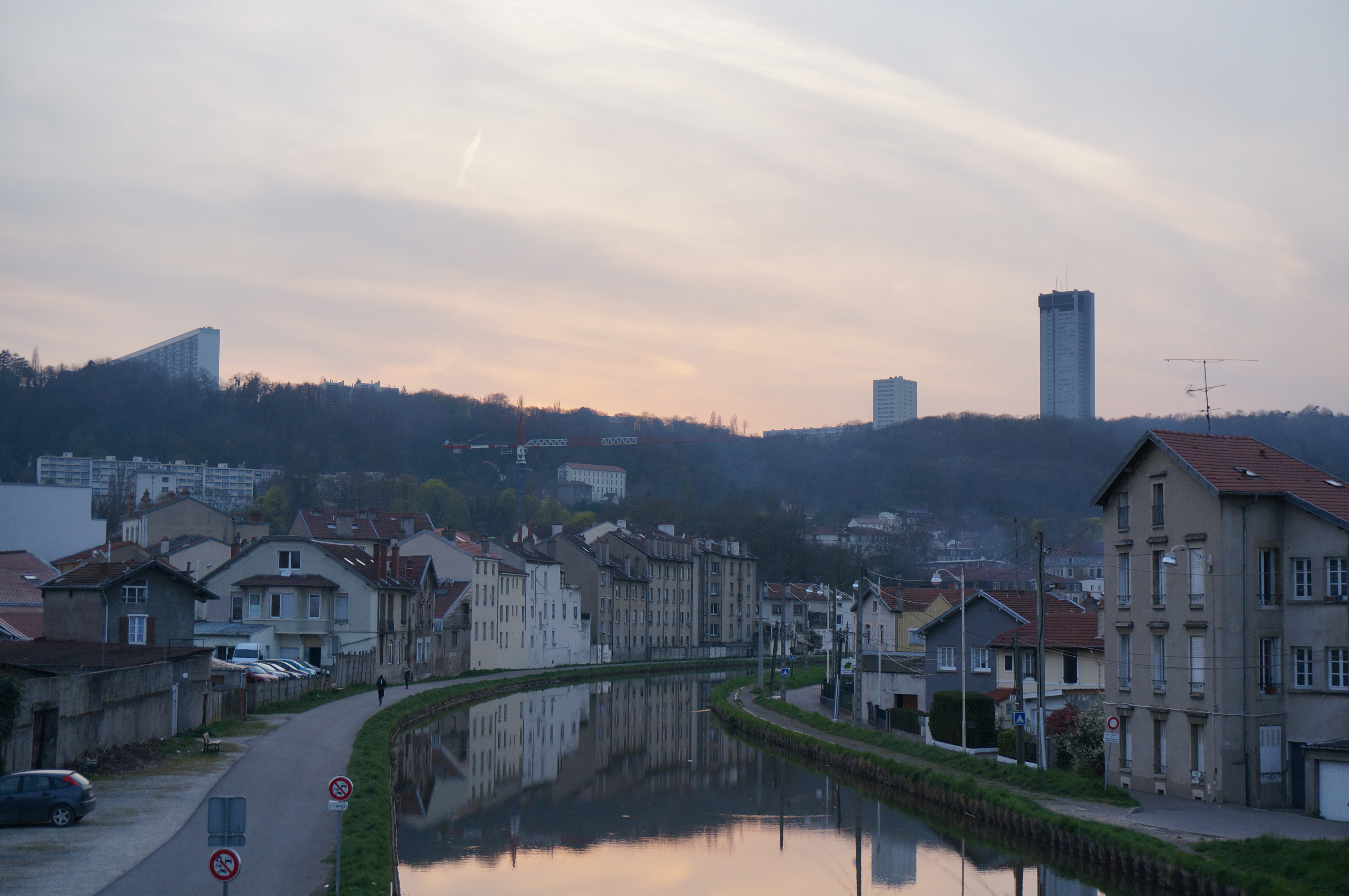
Vue du quartier du Haut-du-Lièvre depuis le canal de Nancy, avec la tour panoramique en haut à droite (2014).

Elle est habitée à partir de 1971. Rapidement, alors que la structure est particulièrement moderne pour l’époque, quelque 600 personnes s'y installent. Ce nombre décline par la suite.
Située sur le plateau de la commune de Maxéville, dans le quartier du Haut-du-Lièvre, elle se trouve à proximité d’un immense grand ensemble (le troisième plus grand d’Europe), se présentant sous la forme de deux barres géantes (le Cèdre bleu, 410 mètres de longueur, et le Tilleul argenté, 300 mètres). Par la suite, une partie de la tour a vue sur le centre pénitentiaire de Nancy-Maxéville, mis en service en 2009.
Le conseil municipal de Maxéville du 14 juin 2019 acte la destruction de la tour. Cette décision intervient dans le cadre d’un programme national de rénovation urbaine visant à moderniser les quartiers français, ainsi qu’en raison de son coût d’entretien (700 000 euros de déficit par an). Pour la conserver, plusieurs projets avaient été avancés par l’Office métropolitain de l’habitat du Grand Nancy, comme sa transformation en hôtel-restaurant panoramique ou en centrale électrique avec éoliennes et panneaux solaires.
Le coût total de la déconstruction est évalué à 17 millions d'euros. Des résidences, des lodges, de l’accession à la propriété, une salle associative et une place de village sont envisagés à sa place,.

## Structure

### Composition
Doté d’immenses superstructures bleues, blanches et acier, l’immeuble est composé :
- de 109 appartements ;
- d'un rez-de-chaussée, où se trouve l'entrée principale ;
- de deux niveaux inférieurs accessibles uniquement du côté aval de l'immeuble ;
- de quatre ascenseurs desservant tous les paliers à 2,5 m par seconde, avec une limite l'attente de 45 secondes dans tous les cas ;
- de deux escaliers de secours ;
- de 28 étages standards
- de deux étages spéciaux
- d'un étage technique (non accessible au public sans autorisation de l'OPAC de Nancy)
- d'un toit (non accessible au public sans autorisation de l'OPAC de Nancy), doté de murs sur lesquels reposent des antennes de diverses natures.

### Hauteur

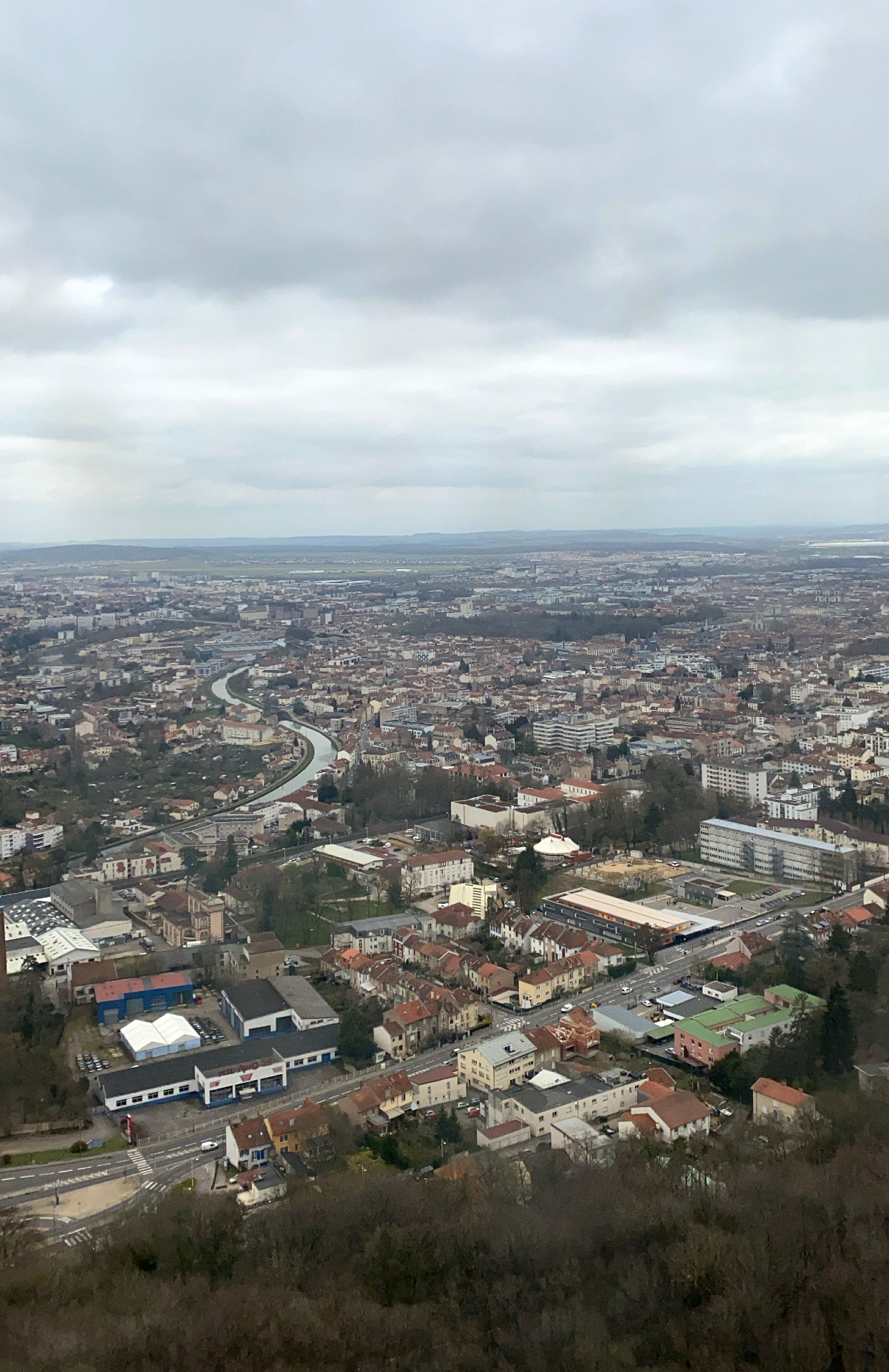
Vue depuis le haut de la tour Les Aulnes.

La hauteur de l'immeuble est proche de 91 mètres côté amont (entrée principale) et de 96 mètres côté aval, ce qui en fait le plus haut immeuble de Lorraine, juste devant la tour Thiers de Nancy. La cime de la plus haute antenne est à 108 mètres du sol. Il faut environ 20 minutes pour atteindre le sommet à pied.

### Usages
La tour panoramique Les Aulnes abrite 109 appartements, gérés par l'OPAC de Nancy. Ils se répartissent comme suit : neuf T3, quarante-huit T4 et cinquante-deux T5.
Ces logements ont la particularité d'avoir une surface d'autant plus importante qu'ils sont élevés. En effet, l'épaisseur des murs porteurs en béton armé diminue avec la hauteur. La hauteur sous plafond de l'étage est de 2,54 mètres et l'épaisseur de la dalle est de 0,15 mètre, soit une hauteur de 2,69 mètres par étage.
En 2007, plus d’une dizaine de bureaux y sont également installés. En 2024, il n'en reste plus qu'un.